# Roberto Forés Veses
Roberto Forés Veses (1970, València) és un director d'orquestra i director musical valencià.
L'any 2006, es guanyador per unanimitat del Concurs de Direcció d'orquestra de Orvieto (Itàlia) amb un premi especial del jurat L'any 2007, esdevé guanyador del concurs Evgeny Svetlanov (Luxemburg). Debuta l'any 2008 a la direcció de l'òpera al Teatro Regio (Torí), amb Salome i el Elisir de amore i al Teatre Bolxoi amb Macbeth. És director musical i artístic de l'Orquestra nacional d'Alvèrnia des de 2012.
Ha enregistrat diverses obres com:
- 2016: Harp Concertos amb Naoko Yoshino i l'Orquestra Nacional d'Alvèrnia. Compositor: Claude Debussy, Joaquin Rodrigo, Joaquin Turina, Mario Castelnuovo-Tedesco (Little Tribeca / Aparte)[5]
- 2017: Txaikovski / Sibelius gravats amb l'Orquestra Nacional d'Alvèrnia (Little Tribeca / Aparte)..॥॥[6]
- 2018: Antonín Dvořák / Bohuslav Martinů / Leoš Janáček.Orquestra Nacional d'Alvèrnia (little Tribeca / Aparte)[7]
- 2020: Besty Jolas, Thierry Escaich, Anssi Karttunen. Orquestra Nacional d'Alvèrnia, (Orquestra Nacional d'Alvèrnia Live)[8]